# Deadly Creatures
Deadly Creatures é um jogo de vídeo game de gênero de ação e suspense exclusivo para o console Wii. O jogo foi desenvolvido pela Rainbow Studios e publicado pela THQ.

## O jogo
Deadly Creatures permite ao jogador jogar como um escorpião e uma tarântula vivendo combates brutais contra os mais variados insetos e répteis. O título faz uso pleno do sistema de controles singular do Wii, além de apresentar uma história sinistra e cenários exóticos.
A jogabilidade varia de acordo com o cenário e de acordo com a criatura controlada pelo usuário. Por exemplo: os níveis nos quais o jogador controla o escorpião são voltados para ação direta, enquanto as fases nas quais você comanda a tarântula apresentam desafios diferentes, voltados para a ação furtiva.
O conceito do jogo surgiu quando o designer principal Jordan Itkowit teve um sonho no qual ele utilizava um Wii Remote para controlar uma cobra, rastejando pela grama e atacando um rato. A ideia tornou-se o conceito inicial, sendo trocado a cobra pelo escorpião e a tarântula.

## Animais
O jogo dispõe de diversos animais, alguns são inimigos, outros servem de alimento para a tarântula ou o escorpião controlado pelo jogador. Esses são alguns dos animais presentes no jogo:
- Cascavel
- Larva
- Escorpião
- Bicho-de-conta
- Tarântula
- Monstro-de-gila
- Viúva-negra
- Louva-a-deus

## Referencias
1. ↑  IGN: Introducing Deadly Creatures
2. ↑  Deadly Creatures:Creatures